# Recht uit het hart
Recht uit het hart is een Nederlandstalig studioalbum van André van Duin. Het album werd in 1999 uitgebracht door Dino Music.. De productie van het album was in handen van Slok&Smits, Haro Slok en Henkjan Smits. Zij schreven ook een aantal songs op het album.

## Achtergrond
Recht uit het hart wordt beschouwd als het persoonlijkste en meest diepgaande album van Van Duin. Hijzelf zei hierover het volgende: "Het was allemaal de zon schijnt en carnaval, veel covers en persiflages, maar je wordt wat ouder, gaat anders nadenken. Je krijgt meer behoefte om dingen aan het papier toe te vertrouwen." Enkele liedjes op het album zijn bovendien autobiografisch. Zo zingt Van Duin in Anders dan anderen over zijn homoseksuele geaardheid. Als ik even niks te doen heb,  Als je gaat en Als ik mijn ogen sluit gaan over zijn overleden vriend Wim.
Het nummer Hallo mama gaat over een dementerende moeder, al is dit niet Van Duins eigen moeder. Thuis is een duet met de Vlaamse zanger Helmut Lotti.

## Tracklist
Het album bevat de volgende nummers:

| 1.                   | Kaars in het donker           | 3:28 |
| 2.                   | Hallo mama                    | 3:11 |
| 3.                   | Waar blijft de zon            | 3:11 |
| 4.                   | Thuis (duet met Helmut Lotti) | 3:00 |
| 5.                   | Als je gaat                   | 4:02 |
| 6.                   | Kleine jongen                 | 3:53 |
| 7.                   | Als ik even niks te doen heb  | 3:26 |
| 8.                   | Vrije dag                     | 4:08 |
| 9.                   | Liefde van later              | 4:34 |
| 10.                  | Het eerste wat ik denk        | 1:56 |
| 11.                  | Anders dan anderen            | 3:24 |
| 12.                  | Als ik mijn ogen sluit        | 3:44 |
| 13.                  | Het museum van onze jaren     | 5:22 |
| Totale duur: 0:47:19 |                               |      |

## Hitnotering
Het album stond twaalf weken genoteerd in de Nederlandse Album Top 100, waarbij het de 30e plaats als hoogste positie bereikte.
| Hitnotering: 30-10-1999 t/m 22-01-2000 | Hitnotering: 30-10-1999 t/m 22-01-2000 | Hitnotering: 30-10-1999 t/m 22-01-2000 | Hitnotering: 30-10-1999 t/m 22-01-2000 | Hitnotering: 30-10-1999 t/m 22-01-2000 | Hitnotering: 30-10-1999 t/m 22-01-2000 | Hitnotering: 30-10-1999 t/m 22-01-2000 | Hitnotering: 30-10-1999 t/m 22-01-2000 | Hitnotering: 30-10-1999 t/m 22-01-2000 | Hitnotering: 30-10-1999 t/m 22-01-2000 | Hitnotering: 30-10-1999 t/m 22-01-2000 | Hitnotering: 30-10-1999 t/m 22-01-2000 | Hitnotering: 30-10-1999 t/m 22-01-2000 | Hitnotering: 30-10-1999 t/m 22-01-2000 | Hitnotering: 30-10-1999 t/m 22-01-2000 |
| Week:                                  | 1                                      | 2                                      | 3                                      | 4                                      | 5                                      | 6                                      | 7                                      | 8                                      | 9                                      | 10                                     | 11                                     | 12                                     |                                        |                                        |
| -------------------------------------- | -------------------------------------- | -------------------------------------- | -------------------------------------- | -------------------------------------- | -------------------------------------- | -------------------------------------- | -------------------------------------- | -------------------------------------- | -------------------------------------- | -------------------------------------- | -------------------------------------- | -------------------------------------- | -------------------------------------- | -------------------------------------- |
| Positie:                               | 91                                     | 52                                     | 49                                     | 37                                     | 37                                     | 34                                     | 30                                     | 35                                     | 39                                     | 48                                     | 64                                     | 95                                     | uit                                    |                                        |